# Silvanópolis
Silvanópolis is een gemeente in de Braziliaanse deelstaat Tocantins. De gemeente telt 5.299 inwoners (schatting 2009).